# Bénouville (Sena Marítimo)
Bénouville é uma comuna francesa na região administrativa da Normandia, no departamento de Sena Marítimo. Estende-se por uma área de 2,86 km². Em 2010 a comuna tinha 184 habitantes (densidade: 64,3 hab./km²).